# Here We Come A-wassailing
Here We Come A-wassailing (ou Here We Come A-caroling), également connu sous le nom de Here We Come A-Christmasing, Wassail Song et de nombreux autres titres, est un chant de Noël anglais traditionnel et une chanson du Nouvel An généralement chantée à Noël, en souhaitant une bonne santé et en échangeant des cadeaux de porte à porte. Elle est répertoriée sous le numéro 209 (en) dans le Roud Folk Song Index. Gower Wassail (en) et Gloucestershire Wassail (en) sont des chansons de Wassailling (en) similaires.

## Histoire et contexte
La chanson date au moins du milieu du XIXe siècle,  mais est probablement beaucoup plus ancienne,. Le a- dans « a-wassailing » est un préfixe archaïque intensifiant : comparer A-Hunting We Will Go (en) et les paroles de The Twelve Days of Christmas (par exemple, Six geese a-laying).
Selon le Readers Digest, « l 'esprit de Noël rendait souvent les riches un peu plus généreux que d'habitude, et des groupes de mendiants et d'orphelins avaient l'habitude de danser dans les rues enneigées d'Angleterre, proposant de chanter des airs joyeux et de faire bonne fortune si le maître des lieux leur donnait un penny, leur proposait un bol de Wassail (en) ou une tarte au porc (en), ou de se reposer quelques minutes à la chaleur de son foyer. Le bol de Wassail lui-même était une copieuse combinaison de bière ou de bière chaude, de pommes, d'épices et d'hydromel, juste assez alcoolisée pour réchauffer les orteils et les doigts des chanteurs. »

## Variantes
En 1949, le chanteur folklorique gallois Phil Tanner (en) interprète une variante en une tonalité mineure appelée Wassail Song généralement connue sous le nom de Gower Wassail (en) , et qui sera popularisée par divers groupes de renaissance folklorique.
Une variante est Here We Come A-Christmasing. Il remplace le mot « wassail » par « Noël ».
Il existe également d'autres variantes (quelquefois chantées par les Américains), dans lesquelles le premier couplet commence par Here we come a-caroling, qui est également le titre de la chanson. Souvent, dans cette version, le troisième couplet (directement après le premier refrain [voir les paroles]) est supprimé, ainsi que le refrain qui le suit, mais cela dépend de la version utilisée. Cette version possède souvent la deuxième ligne du refrain « And a merry Christmas too » or « And to you glad tidings too », au lieu de « And to you your wassail too ».
Il y a une autre variante intitulée We've Been a While-A-Wandering ou Yorkshire Wassail Song.

## Versions traditionnelles recensées
Des centaines de versions de chansons de wassailing sont recensées dont des dizaines de variantes par Cecil Sharp entre les années 1900 et 1920, principalement dans le sud de l'Angleterre. La plupart des versions traditionnelles qui sont rassemblées et enregistrées ne dérivent pas de Here We Come A-wassailing. Les exemples suivants sont similaires à la version désormais célèbre :
- Emily Bishop de Bromsberrow Heath, Gloucestershire (1952) [8]
- Dorothy Davey de Hull, Yorkshire (1969)[9],  disponible sur le site Internet de la British Library Sound Archive (en)[10].
- Geogre Dunn de Quarry Bank (en), Staffordshire (1971), disponible en ligne via la Vaughan Williams Memorial Library (en) [11].
- Frank Hinchliffe de Sheffield, Yorkshire (1976) [12].

La chanson semble s'être exportée aux États-Unis avec les colons anglais, où on la rencontre à plusieurs reprises dans la région des Appalaches et enregistrée deux fois :
- Edith Fitzpatrick James d'Ashland, Kentucky (1934) [14]
- Jean Ritchie de Viper, Kentucky (1949)[15],  disponible en ligne dans les archives Alan Lomax[16].

## Paroles
Comme pour la plupart des chants de Noël, il existe plusieurs versions des paroles. La version suivante est basée sur le texte imprimé dans le New Oxford Book of Carols (en). Les couplets sont chantés en mesures à 6/8, tandis que le refrain passe à 2/2.
| Here we come a-wassailing Among the leaves so green; Here we come a-wand'ring So fair to be seen. REFRAIN : Love and joy come to you, And to you your wassail too; And God bless you and send you a Happy New Year And God send you a Happy New Year. Our wassail cup is made Of the rosemary tree, And so is your beer Of the best barley. REFRAIN We are not daily beggars That beg from door to door; But we are neighbours' children, Whom you have seen before. REFRAIN Call up the butler of this house, Put on his golden ring. Let him bring us up a glass of beer, And better we shall sing. | REFRAIN We have got a little purse Of stretching leather skin; We want a little of your money To line it well within. REFRAIN Bring us out a table And spread it with a cloth; Bring us out a mouldy cheese, And some of your Christmas loaf. REFRAIN God bless the master of this house Likewise the mistress too, And all the little children That round the table go. REFRAIN Good master and good mistress, While you're sitting by the fire, Pray think of us poor children Who are wandering in the mire. REFRAIN |

## Enregistrements populaires
Cette chanson est interprétée par :
- Le Boston Pops Orchestra dirigé par Arthur Fiedler
- Perry Como et les Ray Charles Singers (en) dans un pot-pourri avec We Wish You a Merry Christmas
- Les chanteurs de Ray Conniff
- La Chorale Norman Luboff (en) sur son album de 1956 Songs of Christmas
- Le groupe Alvin and the Chipmunks sur son album de 1963 Christmas with The Chipmunks, Vol. 2 (en)
- L'humoriste Harry Secombe sur son album de 1966 My Favorite Carols
- Le quintette Canadian Brass en version instrumentale sur son album de 1985 A Canadian Brass Christmas
- L'équipe de Sesame Street dans A Muppet Family Christmas (en)
- L'équipe du Noël Spécial de 1987 A Claymation Christmas Celebration (en)
- L'ensemble vocal The King's Singers sur son album de 1989 A Little Christmas Music
- Le trio The Roches sur son album de 1990 We Three King
- Le groupe Blur enregistre une version en 1992.
- La chanteuse Kate Rusby sur son album de 2008 Sweet Bells (en)
- Le groupe The Boy Least Likely sur son album de 2010 Christmas Special (en)
- Le groupe Hawk Nelson sur son album de 2011 Hawk Nelson Christmas
- Le groupe Blackmore's Night sur son EP 2020 Here We Come A-Caroling
- Le groupe The Albion Band (en) enregistre la chanson sur plusieurs de ses albums